# Ignacio Busca de Sagastizábal
Juan Ignacio Busca de Sagastizábal (Zumárraga, 14 d'octubre de 1868 - Zarautz, 7 de març de 1950) fou un organista i compositor de música, principalment, eclesiàstica. Se'l pot identificar també, sota el pseudònim de Henri Duguesclin.

## Biografia
Nasqué a Zamárraga el 14 d'octubre del 1868. Fou batejat el mateix dia a l'Església de Nuestra Señora, del mateix poble.

### Inicis en la música
Es va formar primerament al Colegio de los Escolatipos de Tolosa amb el mestre Gorriti, qui deia d'ell que era un nen amb un do per la música tot i que un poc mandrós a l'hora de treballar. Estudià llatí a Salamanca i posteriorment entrà a la Universitat Pontificia per cursar la carrera eclesiàstica, però finalment, tot i el desacord dels seus pares, va decidir apostar fermament per la carrera musical, per la qual cosa es traslladà a Madrid per completar la seva formació, on va estudiar al conservatori les assignatures de composició amb Emilio Arrieta; piano amb Manuel Mendizábal i orgue amb Román Jimeno. Més tard, amplià els seus estudis amb Enrique Morera.
Més tard, al 12 d'agost de 1899 va contraure matrimoni amb Casimira Gabilondo Oyarzabal i, tots dos, es van instal·lar a Madrid definitivament, ciutat destacada per Ignacio pel seu entusiasme wagnerià.
Fou organista de les parròquies de Santa Bárbara i San Francisco el Grande de Madrid, on interpretà nombrosos concerts d'orgue, molts dels quals contenien peces improvisades.
Compongué himnes a la Verge de Covadonga, a la Congregació Franciscana, als Luises, villancicos pastoriles...

### Obra més reconeguda
Una de les seves composicions més destacades fou l'himne Eucarístic, anomenat popularment "Amor de los amores", que escriví el 1924 i que fou cantat per primera vegada davant del Rei, el juny d'aquell mateix any. Aquest himne es va traduir a diversos idiomes i va ser cantat arreu del món. Ha estat considerat una de les obres més sublims d'aquest autor.
Amb la composició d'aquest himne va començar a fer-se popular a Madrid.
Al 1928 va col·laborar en un concert com a organista de la orquestra de San Francisco el Grande, de la qual n'era director, conjuntament amb la orquestra i el cor de l'Església de San Jerónimo el Real, amb motiu de la celebració d'una festivitat de la ciutat. Però a l'hora de començar la interpretació, Busca Sagastizábal va tenir una disputa amb l'organista de l'església del Real sobre quin himne s'havia d'interpretar, si la Marxa Reial o l'Eucarístic. Finalment, Busca guanyà la partida i s'interpretà "Amor de los amores", per decisió del rei.

### Darrers anys
Al 1936, a causa de la Guerra Civil, Juan Ignacio s'exilià amb la seva esposa i la seva filla Carmentxu a França i posteriorment marxà a Venezuela. El 1949, s'inclogueren dues peces de Busca Sagastizábal al programa de la 1a Quinzena Musical de San Sebastià en un concert a la Plaza de Toros, anomenat concert de "Las mil voces". L'organitzà José Joaquín de Castañeda, tinent alcalde de San Sebastià, amic des de la infància de Busca.
Després de la interpretació d'aquestes peces el públic reclamà la presència del compositor a l'escenari i hom li reconegué el mèrit de les seves grans composicions, essent un emotiu i improvisat homentage al compositor, que comptava llavors 81 anys.
Poc mesos després, el 7 de març de 1950, Juan Ignacio Busca Sagastizábal traspassà a Zarauz deixant un extens catàleg amb el seu repertori compositiu.

## Obres musicals[4]
Entre el seu catàleg d'obres conservades trobem, entre d'altres, himnes, misses i vilancets.

### Himnes
- Himno oficial del XXII Congreso Eucarístico: Cantemos al Amor de los Amores
- Himno eucarístico: cantemos al amor de los amores[5]
- Himno a la Virgen Milagrosa
- Himno a los Adoradores (referencia coral Lucentina)
- Himno a Legazpi 09/1.897 compuesto con motivo de la inauguración de la estatua del colonizador de las Islas Filipinas.
- Himno a los Luises
- Himno a San Agustín
- Himno de la V.O.T. Nacional
- Himno de los Terciarios Franciscanos
- Himno a la congregación Franciscana Tercera Orden franciscana, Las huellas del caudillo enamorado
- Himno nacional del III. Centenario de la canonización de Sta. Teresa de Jesús
- Himno Oficial del Centenario de Covadonga
- Himno Oficial del XXII Congreso Eucarístico

### Misses
- Misa de Pastorela: fácil a dos voces y coro / por I. Busca de Sagastizábal

### Nadales
- Amor y paz: villancico a dos voces y coro
- Arriba los corazones: Villancico a 2 veces
- Redención: villancico a una o dos voces y coro / Ignacio Busca de Sagastizábal

Entre la resta de composicions trobem peces corals com:
- Ausencias y anhelos: escena coral
- Da paz á España: plegaria á solo y gran coro / letra de Enrique Tomasich; música Sagastizábal
- Salve a dos coros
- Tantum ergo a 4 voces de hombre, n. 8 / Fr. José Miguélez, mercedario
- Tota pulchra: a dos voces: (facil) / J. Busca de Sagastizábal

Trobem alguna sarsuela i diferents peces de gènere teatral com:
- Crimen misterioso: zarzuela en un acto
- Los mendigos: Juguete lirico en un acto, en prosa y verso / Letra de Jose Dominguez Manresa, música de Ignacio Busca
- Morirse a tiempo: Juguete lírico en un acto, en prosa y verso / Letra de José Dominguez Manresa. Música de Ignacio de Sagastizábal
- Basotarrak

Destaquem les peces de eclesiàstiques, de les quals hi ha una gran diversitat:
- Al Santo Patrón
- A los Santos
- A San Francisco de Asís
- Gozos al Sagrado Corazón de Jesús
- Despedida a la Virgen
- Despedida fácil dedicada a Ntra. Sra. del Perpetuo Socorro
- En honor de las Santas Vírgenes
- En honor de una santa
- Felicitación
- Flores a la Madre de Diós
- Gloria gloria cantemos alegres
- Gozos al Sagrado Corazón de Jesús
- Jueves Santo = Dominus Jesus
- "Mendice Golgetan" una enternecedora canción de Semana Santa
- Salve
- Vuelve a luchar por Cristo
- Procedamus in pace Recibe Virgen sin par
- Verbum caro

Algunes peces instrumentals per a orgue:
- Fuga para Organo
- Melodía para órgano

I per acabar, diverses peces, entre les que trobem cançons i obres en vasc (llengua materna del compositor):
- Eusko Abesti
- Goratu dezagun
- Herriminez amets
- Goratu dezagun
- Herriminez amets
- Jaunaren ereserkia
- Oroipena
- Pekatari tristea
- Sagarraren
- Joaquincho
- Como la estrella del alba
- Dos Canciones Gallegas
- La canción de la gitana o El príncipe Don Blas
- La cruz de la montaña
- La cuna
- Mira, ingrato pecador
- Morirse a tiempo
- "Oh pecador ingrato"
- Sol de amor

## Reconeixaments
L'Ajuntament de Zumarraga va decidir homenatjar-lo el 1968 donant el seu nom a un grup d'habitatges construït al barri d'Eitza.